# Holzminden (huyện)
Holzminden (/hɔltsˈmɪndən/) là một huyện ở Niedersachsen, Đức. Các đơn vị giáp ranh (từ phía bắc theo chiều kim đồng hồ) là: các huyện Hamelin-Pyrmont, Hildesheim và Northeim, và bang Nordrhein-Westfalen (các huyện Höxter và Lippe).

## Lịch sử
Huyện được lập năm 1833 trong lãnh địa Brunswick-Lüneburg. Huyện này đã được chuyển sang tỉnh Hanover của Phổ trong cuộc trao đổi lãnh thổ năm 1942. Lần thay đổi địa giới gần nhất là vào năm 1974.

## Địa lý
Huyện tọa lạc ở khu vực dãy núi Weserbergland, gần trung độ giữaHamelin và Göttingen. Sông Weser tạo thành ranh giới tây nam của huyện và chảy qua phía bắc.

## Các thị xã và đô thị
| Thị xã                                      | Samtgemeinden | Samtgemeinden |
| ------------------------------------------- | --- | --- |
| 1. Holzminden Các đô thị tự do 1. Delligsen | - 1. Bevern 1. Bevern1 2. Golmbach 3. Holenberg 4. Negenborn - 2. Bodenwerder 1. Bodenwerder1, 2 2. Halle 3. Hehlen 4. Heyen 5. Kirchbrak 6. Pegestorf - 3. Boffzen 1. Boffzen1 2. Derental 3. Fürstenberg 4. Lauenförde | - 4. Eschershausen 1. Dielmissen 2. Eimen 3. Eschershausen1, 2 4. Holzen 5. Lüerdissen - 5. Polle 1. Brevörde 2. Heinsen 3. Ottenstein 4. Polle1 5. Vahlbruch - 6. Stadtoldendorf 1. Arholzen 2. Deensen 3. Heinade 4. Lenne 5. Stadtoldendorf1, 2 6. Wangelnstedt |
|                                             | 1thủ phủ của Samtgemeinde; 2thị xã | |